# Norma retroaktywna
Norma retroaktywna – norma prawna, która wiąże teraźniejszy obowiązek prawny z konsekwencjami zdarzeń, które zaistniały w przeszłości. Normą retroaktywną będzie na przykład norma, która nakłada karę za czyn popełniony w przeszłości.
Generalną zasadą stanowienia prawa jest unikanie tworzenia norm retroaktywnych, co wynika z istoty normy prawnej jako wzorca postępowania, do którego należy się dostosować. Gdy w danej chwili nie ma normy, to nie można wymagać dostosowania się do niej. W wyjątkach od tej reguły stosuje się zasadę niestosowania surowszego prawa wstecz. Norma retroaktywna nie jest wtedy surowsza, a może być korzystniejsza dla jej adresata.